# Галрок (озеро, округ Кенора)
Галрок (англ. Gullrock Lake) — озеро в округе Кенора, Онтарио, Канада. Территория вокруг озера почти необитаема, менее чем два человека на квадратный километр, но несмотря на это, Галрок — популярное место отдыха.

## Климат
Район озера находится в субарктической климатической зоне, вследствие преобладает смешанный лес. Среднегодовая температура у озера составляет −1 °C. Самым теплым месяцем является июль, когда средняя температура составляет 16 °C, а самый холодным — январь и −18 °C.
| Климатограмма озера Галрок            | Климатограмма озера Галрок | Климатограмма озера Галрок | Климатограмма озера Галрок | Климатограмма озера Галрок | Климатограмма озера Галрок | Климатограмма озера Галрок | Климатограмма озера Галрок | Климатограмма озера Галрок | Климатограмма озера Галрок | Климатограмма озера Галрок | Климатограмма озера Галрок |
| ------------------------------------- | -------------------------- | -------------------------- | -------------------------- | -------------------------- | -------------------------- | -------------------------- | -------------------------- | -------------------------- | -------------------------- | -------------------------- | -------------------------- |
| Я                                     | Ф                          | М                          | А                          | М                          | И                          | И                          | А                          | С                          | О                          | Н                          | Д                          |
| 0 −18 −19                             | 0 −16 −19                  | 0 −8 −16                   | 0 4 −4                     | 0 11 1                     | 0 18 9                     | 0 19 13                    | 0 18 14                    | 0 13 7                     | 0 5 −1                     | 0 −3 −10                   | 0 −17                      |
| Температура в °C • Сумма осадков в мм |                            |                            |                            |                            |                            |                            |                            |                            |                            |                            |                            |

## Отдых и развлечения

### Gullrock Lake Lodge
На озере находится популярный канадский лодж-отель с одноимённым названием. Он был построен в 1975 году, а с 2017 года у отеля появился новый владелец, руководящий им до сих пор. На территории находится множество номеров с видами на озеро. Существует возможность арендовать причал и моторную лодку.

#### Рыбалка
Озеро Галрок имеет очень крупные рыбные ресурсы, что и привлекает заядлых рыбаков со всего Онтарио. Для его сохранения было принято правило, требующее отпускать на волю всех пойманных судаков, длинной более 45 см, и всех щук, длинной более 70 см. Посетителям разрешается фотографироваться с добычей, чем люди охотно пользуются.